# Литл Стерџен (Висконсин)
Литл Стерџен (енгл. Little Sturgeon) насељено је место без административног статуса у америчкој савезној држави Висконсин.

## Демографија
По попису из 2010. године број становника је 136.
| Група             | 2000.    | 2010.       |
| Белци             | 0 (0,0%) | 128 (94,1%) |
| Афроамериканци    | 0 (0,0%) | 4 (2,9%)    |
| Азијати           | 0 (0,0%) | 0 (0,0%)    |
| Хиспаноамериканци | 0 (0,0%) | 1 (0,7%)    |
| Укупно            | 0        | 136         |